# Buxus liukiuensis
Buxus liukiuensis är en buxbomsväxtart som först beskrevs av Tomitaro Makino, och fick sitt nu gällande namn av Tomitaro Makino. Buxus liukiuensis ingår i släktet buxbomar, och familjen buxbomsväxter. Inga underarter finns listade i Catalogue of Life.